# Mörttjärnen (Söderala socken, Hälsingland)
Mörttjärnen är en sjö i Söderhamns kommun i Hälsingland och ingår i Norralaån-Ljusnans kustområde.